# Grief of War
Grief of War ist eine japanische Thrash-Metal-Band aus Tokio, die im Jahr 2002 gegründet wurde.

## Geschichte
Die Band wurde im Jahr 2002 gegründet wurde und bestand aus dem Bassisten und Sänger Manabu Hirose, dem Gitarristen Ken Sato und dem Schlagzeuger Isao Matuzaki. Es folgten die ersten Proben, ehe im Jahr 2003 ein erstes, selbstbetiteltes Demo erschien. Ab Juni 2004 ging die Gruppe zudem auf Tour, wobei sie im März 2005 zusammen mit Mnemic spielten. Das Debütalbum der Gruppe folgte im Mai 2005 unter dem Namen A Mounting Crisis… As Their Fury Got Released. Das Album erschien über Yggr Drasill. Die Band bestand auf dem Album aus Manabu Hirose, dem Gitarristen Hiroyuki Inoue, Isao Matuzai und Ken Sato. Nach weiteren Auftritten und einigen Besetzungswechseln, folgten die Arbeiten zum zweiten Album, wobei hierbei Hiroyuki Tanaka als Schlagzeuger tätig war. Nachdem die Arbeiten hierzu nach einem Jahr beendet waren, folgte ein Auftritt zusammen mit Pain Division in Tokio im November 2007. Im selben Monat kontaktierte die Gruppe zudem Prosthetic Records, woraufhin sie einen Vertrag bei diesem Label erreichte. Hierüber wurde im Februar 2008 das Debütalbum wiederveröffentlicht. Im Mai 2008 fand die Gruppe nach dreijähriger Suche mit Masatomo Otani wieder einen permanenten Schlagzeuger. Im Mai 2009 spielte die Band auf dem Tomahawk Metal Fest, ehe im Juli desselben Jahres das zweite Album Worship über Prosthetic Records folgte. Hierauf war Shane Gibson in dem Lied Into the Void als Gastmusiker zu hören. Gemastert wurde das Album von Ted Jensen von The Sterling Sound.

## Stil
Laut laut.de spiele die Band klassischen Thrash Metal, der sich an dem aus der San Francisco Bay Area orientiere und sei somit klanglich mit Bands wie Forbidden, Exodus und Metallica vergleichbar. Zudem seien Einflüsse von deutschen Thrash-Metal-Bands wie Kreator und Destruction hörbar. Auch Marc Halupczok vom Metal Hammer beschrieb die Musik auf A Mounting Crisis… As Their Fury Got Released als eine Mischung aus Bay-Area- und deutschem Thrash-Metal, wobei vor allem Destruction als deutscher Vertreter Grief of War am nächsten komme. Der Gesang erinnere an den von Andreas Geremia von Tankard.

## Diskografie
- 2003: Inception (Demo, Selbstverlag)
- 2004: Screaming Assault Live! (Demo, Selbstverlag)
- 2005: A Mounting Crisis… As Their Fury Got Released (Album, Yggr Drasill)
- 2009: Worship (Album, Prosthetic Records)